# Пленум ЦК КПРС
Пле́нум ЦК КПРС — (Пленум ЦК ВКП (б)) — орган політичного керівництва комуністичної партії в період між партійними з'їздами. За Статутом КПРС пленуми (пленарні засідання) ЦК повинні були проводитися не менше одного разу на шість місяців. На практиці пленуми ЦК в 1942–1943 рр., 1945 р., 1948–1951 рр. не проводилися. Намічені на жовтень 1941 р. і червень 1956 пленуми ЦК не відбулися.
На засіданнях були присутні члени та кандидати в члени ЦК КПРС і члени ЦРК КПРС. Кандидати в члени ЦК КПРС були присутні на засіданнях пленумів з правом дорадчого голосу. На пленумах ЦК КПРС обговорювалися актуальні питання діяльності партії, держави, визначалися конкретні форми і методи здійснення поставлених завдань.
Пленум ЦК КПРС обирав Політбюро, Секретаріат, Генерального секретаря.

## Пленуми ЦК КПРС, що залишили значний слід в історії СРСР
- Листопадовий пленум 1929 — прийнято рішення «за всяку ціну» прискорити розвиток машинобудування та інших галузей великої промисловості та проголошено суцільну колективізацію.
- Лютнево-березневий Пленум 1937 року (23.02.1937 — 05.03.1937) після листа Ейхе в Політбюро сповістив про початок Великого терору.
- Липневий Пленум 1953 року про викриття Л. П. Берії.
- Вересневий Пленум 1953 про розвиток сільського господарства.
- Червневий Пленум 1957 року вивів зі складу Президії ЦК і ЦК КПРС В. М. Молотова, Л. М. Кагановича і Г. М. Маленкова (антипартійна група).
- Жовтневий Пленум 1957 змістив Г. К. Жукова з постів, що він займав.
- Жовтневий Пленум 1964 року (14 жовтня 1964) звільнив М. С. Хрущова від обов'язків Першого секретаря ЦК КПРС і голови Ради Міністрів СРСР.
- Квітневий Пленум 23 квітня 1985 року — повноправними членами Політбюро ЦК КПРС стали прихильники М. Горбачова; Горбачов повідомив про плани широких реформ, спрямованих на всебічне відновлення суспільства, наріжним каменем яких він назвав «прискорення соціально-економічного розвитку країни»[1].
- Січневий Пленум 1987 року — після нього в СРСР були розгорнуті повномасштабні реформи в усіх галузях суспільного життя.
- Жовтневий Пленум 1987 року — різкий виступ Б. М. Єльцина з критикою повільних темпів Перебудови, заява про зародження «культу особистості» Горбачова.
- Лютневий Пленум 1988 року — розпочав реформування радянської школи на демократичних засадах.